# Michel Saudreau

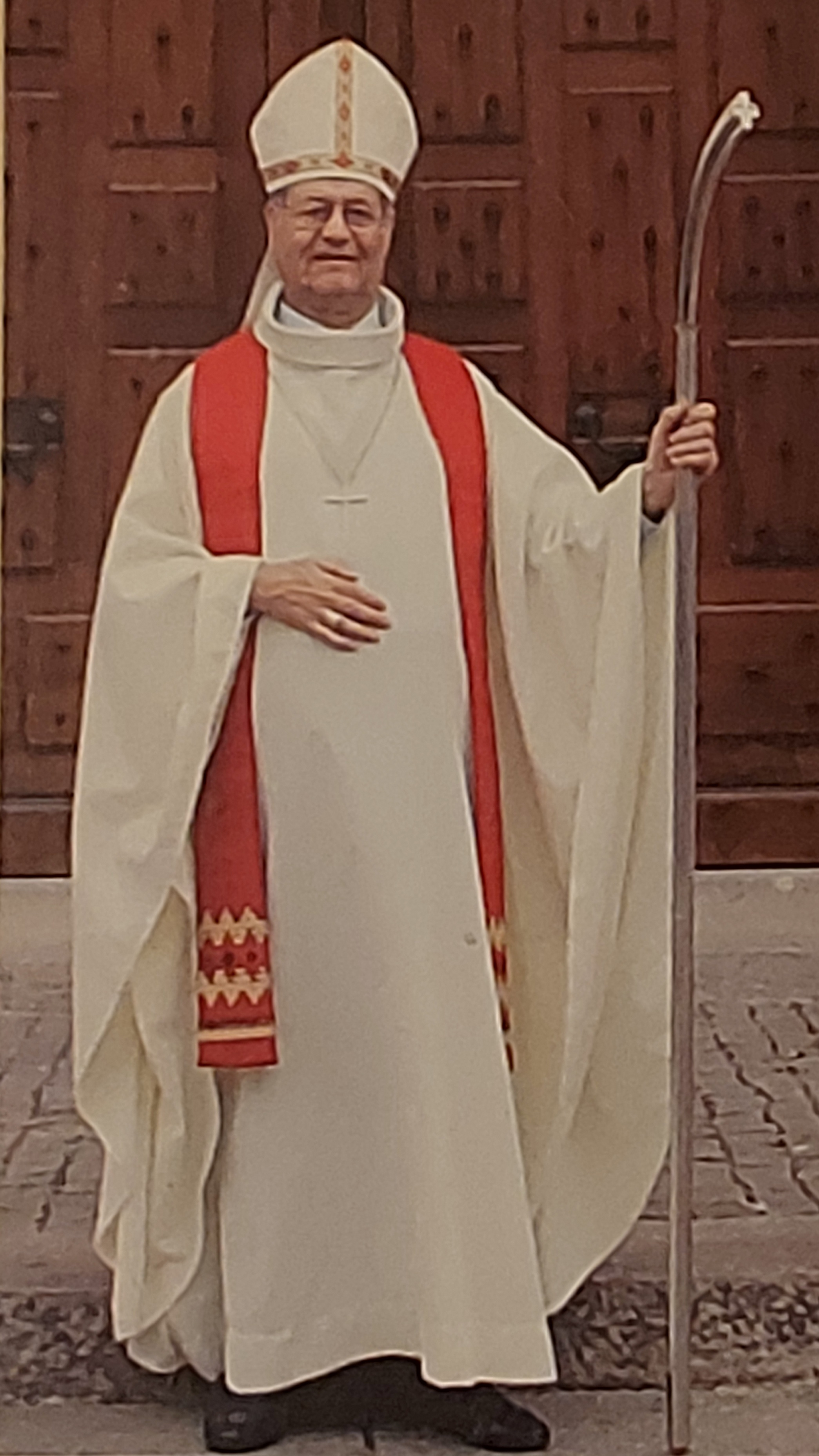
Michel Saudreau

Michel Marie Paul Saudreau (* 24. März 1928 in Paris; † 31. Mai 2007 ebenda) war ein französischer römisch-katholischer Geistlicher und Bischof des Bistums Le Havre.

## Leben
Saudreau war der Sohn eines Pariser Ingenieurs. Er erhielt seine Schulbildung am Collège Stanislas, bevor er in das Seminaire des Carmes eintrat, an dem zur selben Zeit auch Jean-Marie Lustiger und Michel Coloni studierten. Die Priesterweihe empfing er am 5. April 1953. Von 1953 bis 1957 war er Dozent für Theologie in Issy-les-Moulineaux, danach war er bis 1964 Verantwortlicher für die geistlichen Berufe im Erzbistum Paris. Aufgrund seiner Erfahrungen in dieser Position wurde er 1964 zum Direktor des Nationalen Zentrums für die Geistlichen Berufe ernannt, was er bis 1970 blieb. Im Jahr 1970 wirkte er kurze Zeit als Pfarrer im 15. Pariser Arrondissement, bevor er in demselben Jahr zum Generalvikar der Erzdiözese Paris berufen wurde.
Am 6. Juli 1974 erfolgte durch Papst Paul VI. Saudreaus Ernennung zum ersten Bischof des 1974 neu gegründeten Bistums Le Havre. Die Bischofsweihe spendete ihm am 22. September 1974 in der Kathedrale Notre Dame von Le Havre der Erzbischof von Paris Gabriel Auguste François Kardinal Marty; Mitkonsekratoren waren André Louis Marie Pailler, Erzbischof von Rouen, und Jean Marcel Honoré, Bischof von Évreux. Unter Saudreaus Führung verselbständigte sich die Diözese Le Havre, deren Territorium zuvor zum Erzbistum Rouen gehört hatte.
Am 9. Juli 2003 wurde seinem Rücktrittsgesuch von Papst Johannes Paul II. stattgegeben.